# Кадыров, Тимур Барамидинович
Тимур Барамидинович Кадыров (25 сентября 1971) — киргизский футболист, полузащитник. Выступал за сборную Кыргызстана.

## Биография
До распада СССР не выступал в соревнованиях мастеров. В 1989 году был в заявке фрунзенской «Алги», но не сыграл за команду ни одного матча.
После образования независимого чемпионата Кыргызстана стал выступать за клубы высшей лиги. В дебютном сезоне играл за столичный «Инструментальщик», затем провёл два сезона в составе клуба «Шумкар-СКИФ». В сезоне 1993 года забил 22 гола и вошёл в топ-5 лучших бомбардиров чемпионата. Затем играл за «Ак-Марал» (Токмак) и динамовские команды Бишкека и Канта. Последний сезон на высшем уровне провёл в 1999 году в составе бишкекского «Полёта», с которым завоевал бронзовые награды чемпионата.
Всего в высшей лиге Кыргызстана сыграл 117 матчей и забил 34 гола.
В национальной сборной Кыргызстана дебютировал 24 января 1996 года в матче отборочного турнира Кубка Азии против Саудовской Аравии, заменив на 65-й минуте Даврана Бабаева. Всего за сборную сыграл 4 матча, все — в рамках того же турнира в январе-феврале 1996 года. Свой единственный гол забил в последней игре, 2 февраля 1996 года в ворота сборной Йемена.
Дальнейшая судьба неизвестна.